# 冯洪达
冯洪达（1930年10月19日—1993年7月19日），汉族，安徽巢县人，生于天津。冯玉祥第三子，母亲李德全。中国人民解放军海军少将，政协第八届全国委员会委员。

## 生平
1948年7月随父亲冯玉祥乘船回国，在黑海轮船起火，父亲冯玉祥、六妹冯晓达遇难。9月，被中共派往苏联列宁格勒大学学习。1949年转入苏联巴库海军学校学习海军专业。1953年回国。
回国后在东海舰队服役，金门炮战时曾参加福建前线海战。1956年调至北海舰队，先后任鞍山号驱逐舰航海长、副舰长。1958年与冯玉祥老部下余心清之女余华心结婚。后任北海舰队司令部担任航海业务长。
1966年文化大革命爆发后，作为“大军阀”的后代，下放到连云港的一个部队农场放养鸭子。1969年被调至烟台海军基地航保处任处长。
1982年，任海军司令部航海保证部副部长、部长。1983年至1985年8月任中国人民解放军海军大连舰艇学院副院长。1985年8月至1990年1月任中国人民解放军海军大连舰艇学院院长，1988年被授予海军少将军衔。1990年1月至1993年7月19日任中国人民解放军海军北海舰队副司令员，上任后患病，不久即回大连养病。
1993年7月19日逝世于大连。

## 家庭
- 父亲：冯玉祥
- 母亲：李德全
- 同父异母：大哥冯洪国、二哥冯洪志，大姐冯弗能、二姐冯弗伐、三姐冯弗矜
- 同胞妹妹：四妹冯理达、五妹冯颖达、六妹冯晓达
- 妻子：余华心，余心清之女[1]
- 儿子：冯丹宇，1962年出生。2003年任总装备部军兵种部海军局局长。2005年7月晋升为海军少将军衔。2005年12月，任总装备部军兵种装备部副部长。2010年12月，接替升任总装备部科学技术委员会副主任的陈再方任总装备部军兵种装备部部长。2014年，任总装备部综合计划部部长。2016年，任中央军事委员会装备发展部副部长[2]。2017年8月，任中國人民解放軍海軍副司令員[3]。
- 女儿：冯丹龙，1959年出生，全国政协委员，九三学社第十三届中央委员会委员，辉瑞制药投资有限公司资深顾问[4][5][6]